# Marie Doro
Marie Doro, pseudonimo di Marie Katherine Steward (Duncannon, 25 maggio 1882 – New York, 9 ottobre 1956), è stata un'attrice statunitense.
Nata in Pennsylvania, fu una popolare attrice di teatro e poi una delle prime dive del muto.

## Biografia
Il suo debutto al cinema lo ebbe in un ruolo da protagonista con la Famous Players di Adolph Zukor in The Morals of Marcus nel 1915. L'anno dopo riprese uno dei suoi successi teatrali del 1912, rivestendo i panni di Oliver Twist nel film omonimo del 1916. Durante tutti gli anni dieci, Marie Doro fu una delle attrici più apprezzate e popolari. La gran parte delle sue pellicole però è andata perduta. Una delle poche sopravvissute è Lost and Won del 1917.
Nel 1919, girò un paio di film nel Regno Unito, diretta dal regista di origine irlandese Herbert Brenon, con il quale l'attrice avrebbe poi lavorato anche in Italia.
Negli anni venti, delusa dal cinema decise di lasciare Hollywood. Interessata alla filosofia e alla religione, si iscrisse a New York all'Union Theological Seminary. Nel 1924, girò Sally Bishop, il suo ultimo film negli Stati Uniti. Si trasferì poi in Europa, girando alcuni film in Italia.
Tornata negli Stati Uniti, passò i suoi ultimi anni da reclusa. Morta nel 1956 a New York all'età di 74 anni, lasciò 90.000 dollari al Fondo per gli attori. Venne cremata al Duncannon Cemetery in Pennsylvania.
Marie Doro si sposò solo una volta con l'attore di vaudeville e del muto Elliott Dexter. Il matrimonio si risolse presto con un divorzio. Marie Doro non si risposò più.

## Riconoscimenti
Per il suo contributo all'industria del cinema, le venne dedicato il 1725 a Vine Street nella Hollywood Walk of Fame.

## Filmografia
- The Morals of Marcus, regia di Hugh Ford e Edwin S. Porter (1915)
- The White Pearl, regia di Hugh Ford e Edwin S. Porter (1915)
- The Wood Nymph, regia di Paul Powell (1916)
- Diplomacy, regia di Sidney Olcott (1916)
- The Heart of Nora Flynn, regia di Cecil B. DeMille (1916)
- Common Ground, regia di William C. deMille (1916)
- The Lash, regia di James Young (1916)
- Oliviero Twist (Oliver Twist), regia di James Young (1916)
- Lost and Won, regia di Frank Reicher e Cecil B. DeMille (1917)
- Castles for Two, regia di Frank Reicher (1917)
- Heart's Desire, regia di Francis J. Grandon (1917)
- 12.10, regia di Herbert Brenon (1919)
- Midnight Gambols, regia di James C. McKay (1919)
- Principessa misteriosa, regia di Herbert Brenon (1920)
- Il colchico e la rosa, regia di Herbert Brenon (1921)
- Beatrice, regia di Herbert Brenon (1921)
- Sorella contro sorella, regia di Herbert Brenon (1923)
- Sally Bishop, regia di Maurice Elvey (1924)

## Teatro
- The Billionaire (Broadway, 29 dicembre 1902)
- The Girl from Kay's
- The Admirable Crichton di James M. Barrie (Broadway, 17 novembre 1903)
- Little Mary
- Granny di Clyde Fitch (Broadway, 24 ottobre 1904)
- Friquet
- The Little Cherub
- Clarice
- The Morals of Marcus
- The Richest Girl (1909) di Paul Gavault e Michael Morton (Broadway, 1º marzo 1909)
- Electricity
- Oliver Twist
- Patience - operetta con musiche di Arthur Sullivan e libretto di W. S. Gilbert (Broadway, 6 maggio 1912)
- The New Secretary
- Diplomacy
- Barbara di Florence Lincoln (Broadway, 5 novembre 1917)
- Lilies of the Field

## Galleria d'immagini

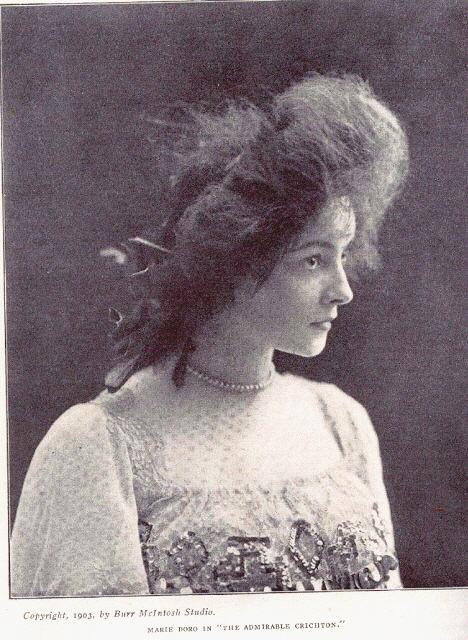
A teatro in The Admirable Chrichton (1903)
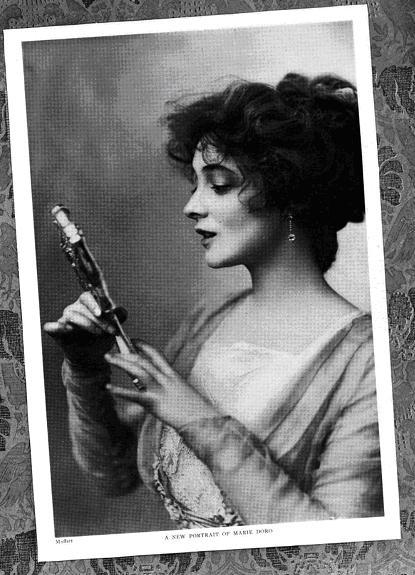
L'attrice su The Theatre Magazine vol. 18 (1913)
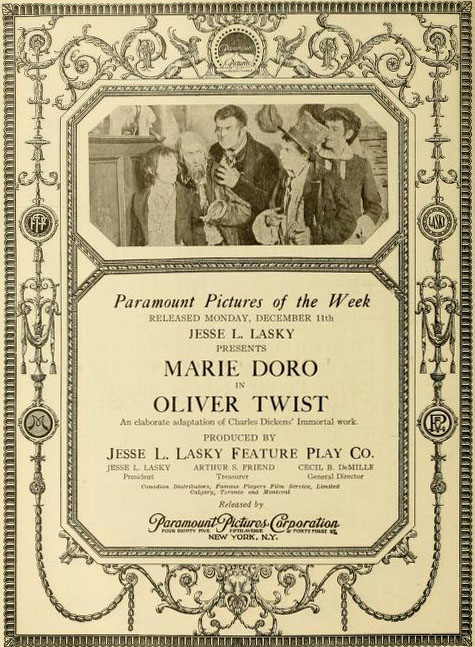
Oliver Twist (1916)
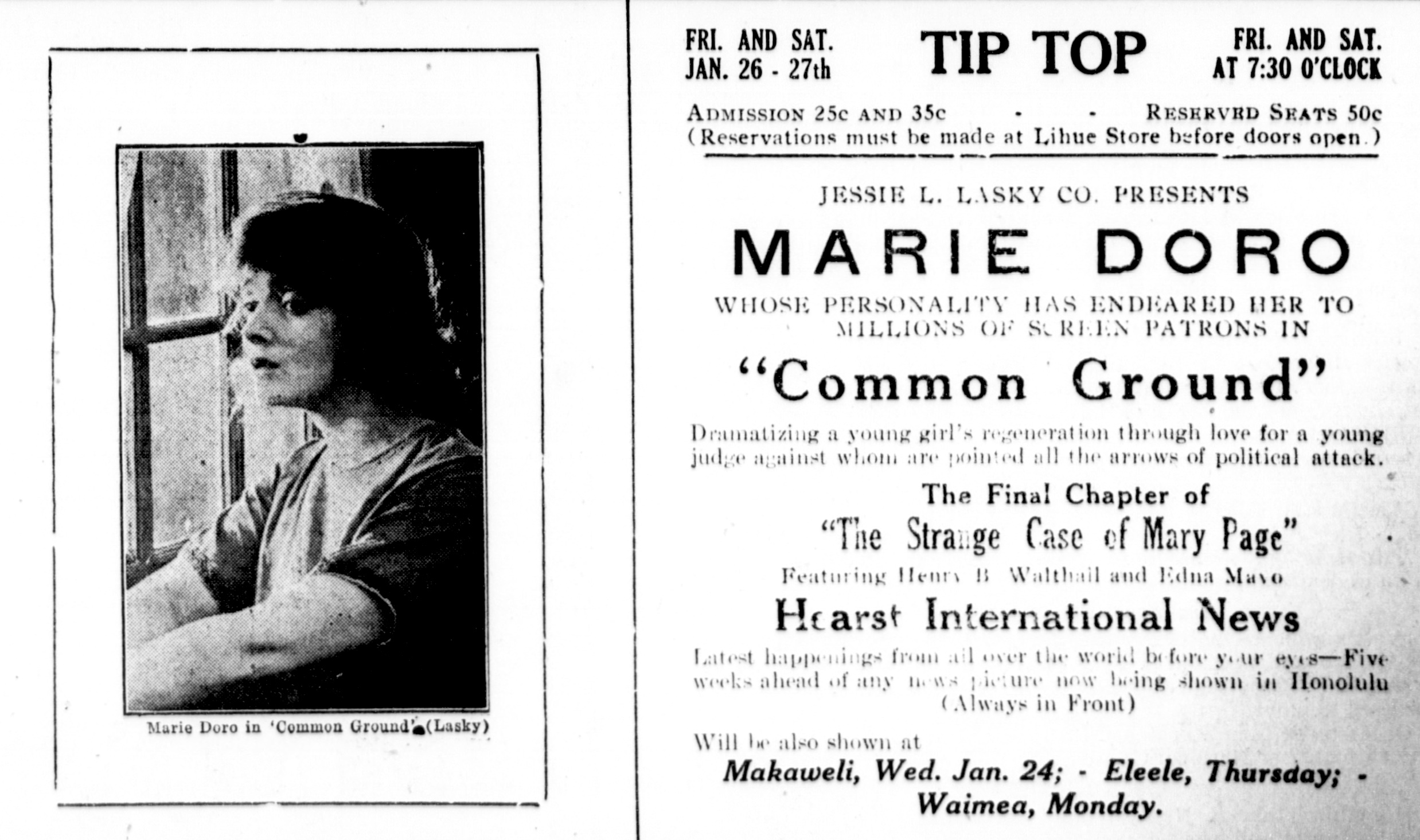
Common Ground (1917)
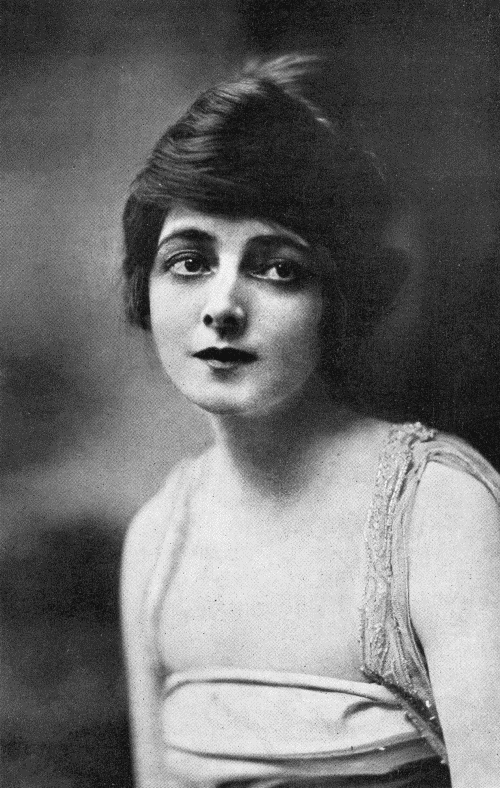
Marie Doro (ottobre 1916)